# Myriophyllum pallidum
Myriophyllum pallidum är en slingeväxtart som beskrevs av Henry Hurd Rusby. Myriophyllum pallidum ingår i släktet slingor, och familjen slingeväxter. Inga underarter finns listade i Catalogue of Life.